# Cratere Assaracus
Assaracus è un cratere sulla superficie di Dione.